# Anas marecula
Anas marecula foi uma espécie de ave aquática da família Anatidae.
Foi endémica das Terras Austrais e Antárticas Francesas.